# 알렉산드르 아르부조프

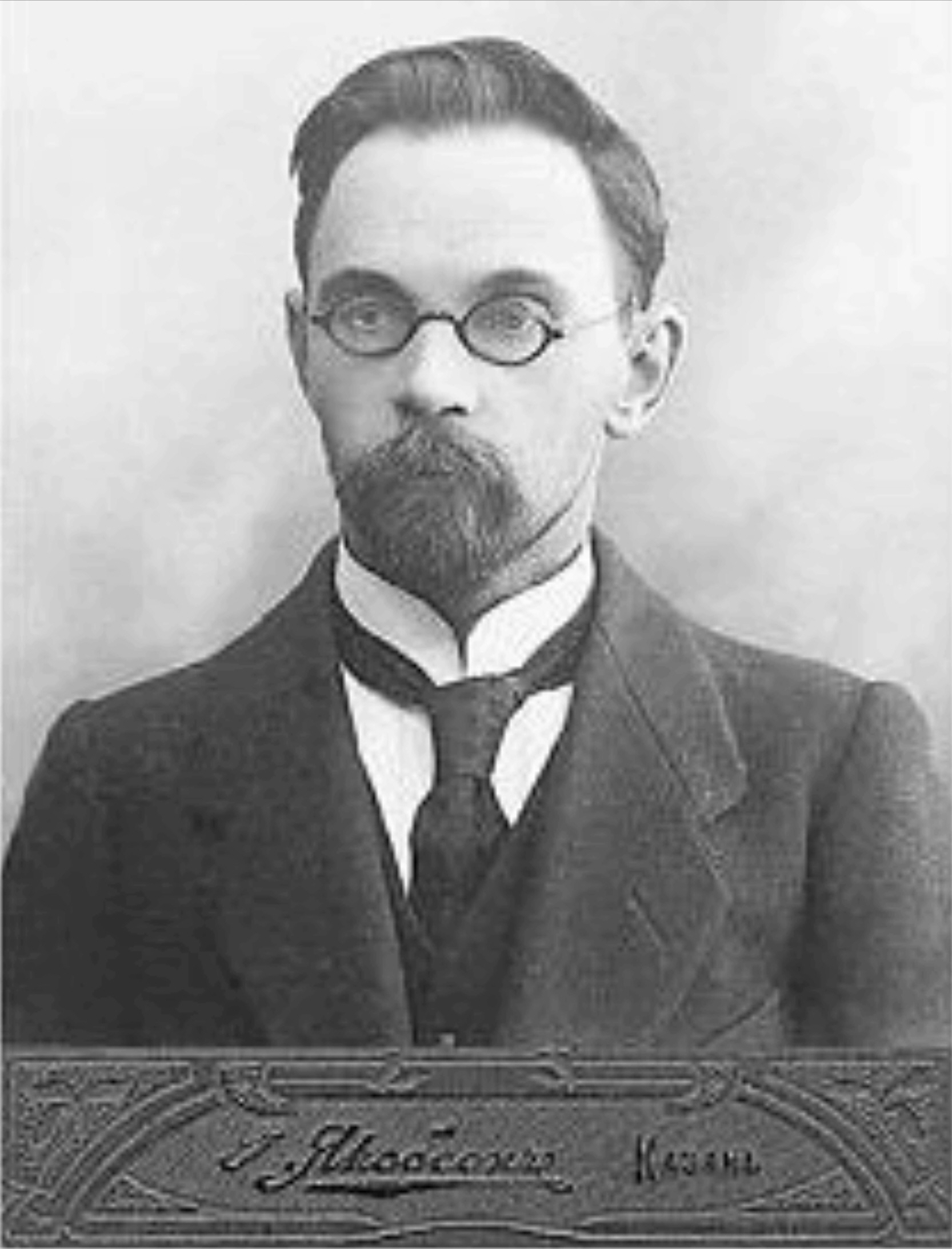
알렉산드르 아르부조프

알렉산드르 아르부조프(러시아어: Алекса́ндр Арбу́зов, 1877년 10월 12일 ~ 1968년 1월 22일)는 러시아 제국과 소련의 화학자였다. 미카엘리스-아르부조프 반응의 발견자로 잘 알려져 있다.
카잔 연방 대학교의 알렉산드르 미하일로비치 자이체프로부터 교육을 받았다. 1900년에 졸업하고 1911년에 카잔 연방 대학교학의 교수가 되었다. 제2차 세계 대전 후에는 소련 유기 화학 연구소의 책임자가 되었다.
1943년에 스탈린상을 수상했다.
과학적인 연구뿐만 아니라 A Brief Sktech of the Development of Organic Chemistry in Russian (1948)라는 저서도 저술하였다.